# 210686 Scottnorris
210686 Scottnorris è un asteroide della fascia principale. Scoperto nel 2000, presenta un'orbita caratterizzata da un semiasse maggiore pari a 3,0416832 UA e da un'eccentricità di 0,1140977, inclinata di 11,02083° rispetto all'eclittica.